# Frans G. Bengtsson
Frans Gunnar Bengtsson, född 4 oktober 1894 på Ramnekulla gård i Tåssjö socken i Skåne, död 19 december 1954 i Ribbingsfors i Amnehärads församling, var en svensk författare, lyriker och översättare. Bengtsson är mest känd för romanen Röde Orm, som utspelar sig under vikingatiden och utgavs i två delar 1941 och 1945. Han ligger begraven på Amnehärads kyrkogård i Gullspång i Västergötland.

## Biografi

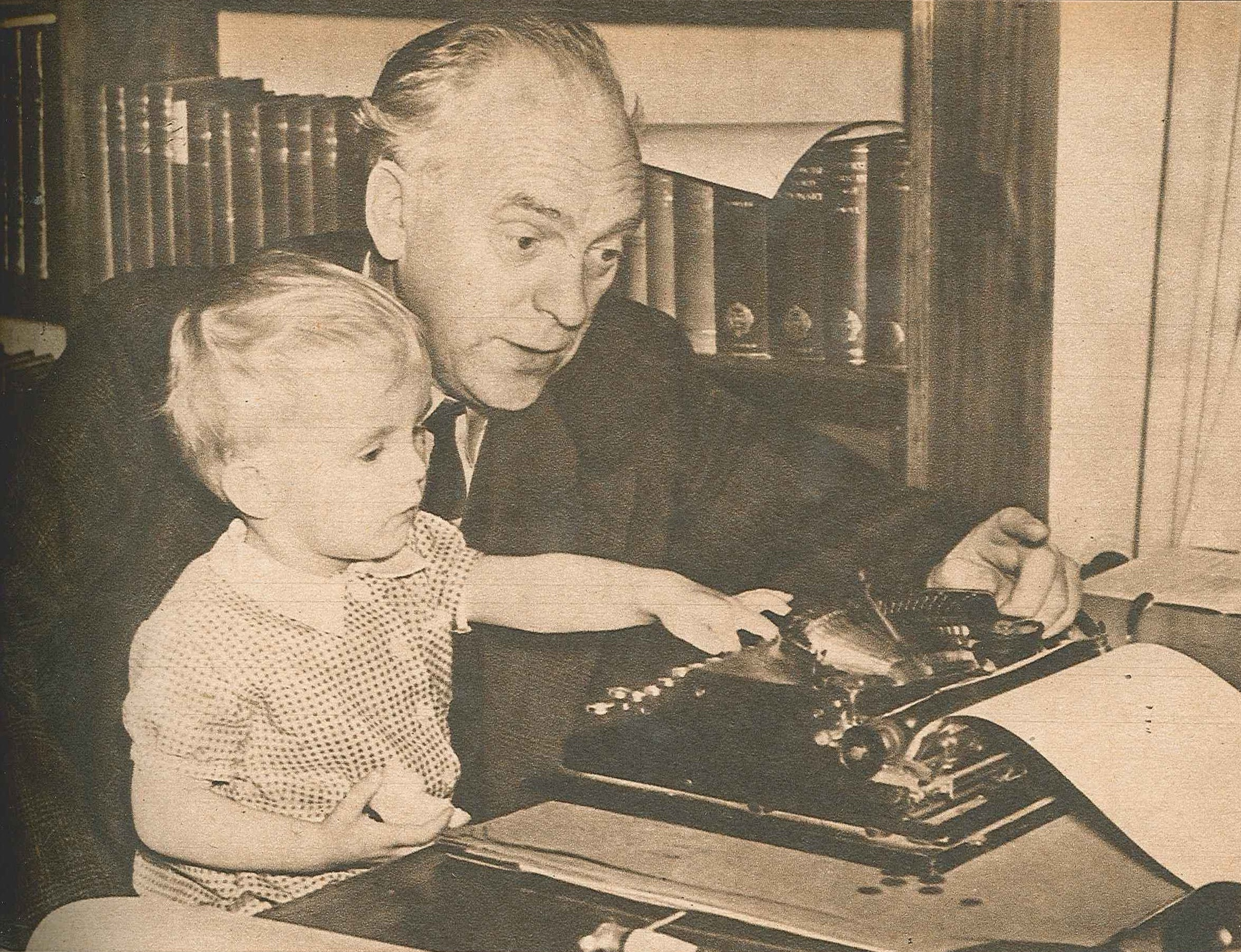
Frans G. Bengtsson vid skrivmaskinen tillsammans med sin son Joachim. Från Vecko-Journalens julutgåva 1943.

Bengtsson föddes på godset Rössjöholm i Tåssjö utanför Ängelholm, där hans far Sven Bengtsson arbetade som förvaltare. Han påbörjade förströdda studier vid Lunds universitet – enligt egen utsago ägnade han mesta tiden åt schack, ett intresse han behöll genom åren – vilka dock 1915 fick avbrytas på grund av en njursjukdom. År 1920 återvände han till Lund och kunde samma år ta en filosofie kandidat-examen. Om studietiden i Lund har litteraturvetaren och författaren Sven Delblanc skrivit att Bengtsson "läste mycket och tenterade sällan". Han lärde känna flera sedermera betydande författare, som Karl Ragnar Gierow, Sigfrid Lindström och Ivar Harrie liksom litteraturhistoriker som Fredrik Böök, Göran Lindblad, Olle Holmberg och Algot Werin.
Bengtsson började sin bana som poet och gav 1923 ut sin första diktsamling, Tärningkast, som fick gott mottagande av kritikerna. Det gällde dock inte i samma grad hans nästa diktsamling, Legenden om Babel. Han gjorde därför en hel del översättningar för att få en utkomst, till exempel Henry David Thoreaus Skogsliv vid Walden, John Miltons Det förlorade paradiset och Rolandssången. Han skrev också kortare texter för tidningar, och 1929 samlade han ett flertal sådana till sin första essäsamling, Litteratörer och militärer. Hans omfattande historiska och litterära kunskaper bidrog tillsammans med hans utsökta stilistik till att göra såväl hans essäer som berättelser mycket läsvärda.
Genom Olle Holmbergs insatser fick Bengtsson 1931 en fil.lic-examen i litteraturhistoria med poetik, där hans inledning till Skogsliv vid Walden fungerade som avhandling. 1935 utkom den första delen av hans stora biografi Karl XII:s levnad och året efter den andra delen. År 1939 gifte han sig med Gerda Fineman (1901–1980), som var sekreterare på Norstedts förlag som utgav Bengtssons verk. 1941 och 1945 fick han sin absolut största framgång med de två böckerna om Röde Orm. Bengtsson avled 1954 i Ribbingsfors i Amnehärads landskommun.
Till Bengtssons främsta verk hör Karl XII:s levnad, och Röde Orm, varav särskilt den senare ännu läses. I SVT:s program Röda Rummet framröstades den år 1998 till 1900-talets tredje mest betydelsefulla svenska bok, efter Vilhelm Mobergs utvandrar-svit och Harry Martinsons Aniara. En liknande och samtidig publikomröstning genom bibliotekens försorg placerade Röde Orm på sjunde plats bland århundradets svenska böcker.
Frans G. Bengtssons efterlämnade boksamling finns i ett minnesbibliotek i Gullspång.

## Politisk hållning
Bengtsson var militärromantiker och hade antidemokratiska åsikter. Samtidigt var han starkt fientlig mot nazismen. I Silversköldarna (essäer tryckta i tidskrifter, samlade och omtryckta 1931 när Bengtsson var 37) skriver han att Gobineaus spekulationer om härskarraser besitter vackra drag av begriplighet och förnuft, och att dennes filosofi
"... spottar energiskt på sitt Europa på grund av det skådespel det med sin allförhärjande demokrati erbjuder av alltmer fullkomnad degeneration. […] Efter hand som det ädla blodet sinar eller alltför mycket utspädes, förfaller samhällets feodala struktur, som hållit en ungdomlig vitalitet vid makt i varje lem: statsorganismen skrumpnar samman […] medelmåttans och demokratins hydra kravlar nytert fram ur sin håla".

I essän om Ulysses S. Grant deklarerar han sitt stöd för Konfederationens sak. Slaveriets avskaffande anser han snarast var ett sätt för Nordstatsregeringen att framstå som moraliskt överlägsen, och ifrågasätter om det var värt inbördeskrigets offer, med hundratusentals döda samt Söderns kultur och aristokrati krossad:
"Detta finge då kallas en av mänsklighetens mera groteska transaktioner, alldenstund negrerna aldrig i främsta rummet varit vare sig 'slavar' eller 'fria', utan i främsta och avgörande rummet varit vad de måste förbliva, nämligen just negrer, den konstant som en gång för alla bestämmer deras ekvation."
Å andra sidan vände han sig i dikten "I döendets tid", publicerad i Ord och Bild 1942, mot de totalitära regimerna som stred i andra världskriget och mot kriget generellt. I kontrast till rasistiska formuleringar av Bengtsson i vissa essäer är juden Salaman i Röde Orm från 1941 en sympatisk person, och Bengtsson framhåller den kulturella förfiningen hos de muslimska morerna i kontrast mot de mera råbarkade nordmännen. Han bidrog också till den brittiska propagandaskriften Det isolerade öriket, menad att framhålla brittiska samhälleliga och kulturella förtjänster. Idéhistorikern Svante Nordin har beskrivit Frans G. Bengtsson som "en av de mest konsekventa och brinnande svenska antinazisterna".
Ett norskt förlag under nya herrar under ockupationen ville ge ut Röde Orm "efter vissa strykningar och rättelser". Bengtsson svarade i ett brev till förläggaren Ragnar Svanström daterat den 9 november 1942:
"Varken ett komma eller en jude skall med mitt medgivande borttagas ur boken, och min uppfattning är exakt densamma som din egen: jag vägrar överhuvud att bli översatt till norska förrän herrar kretiner och kriminaldårar upphört att syssla med förlagsverksamhet därstädes, och helst upphört med allt annat också."
I ett annat brev till Ragnar Svanström, daterat den 12 juli 1942, kommenterar han en liknande förfrågan från det tyskockuperade Prag:
"Tack för aktstycket från Prag. Jag fyller under inga omständigheter i den sortens smörja, utan vill då hellre slippa utkomma i det stackars landet tills vidare. Bortsett från den ariska paragrafen i formuläret, förefalla mig även ett par av de andra ungefär lika meningslösa som om vederbörande begärt upplysningar om hur ofta jag brukar raka mig, eller om jag är skelögd och i så fall varför. Måtte Sodoms och Gomorras eld tvätta den värld ren, där den sortens ting framfödas ur skurkars incest med idioter."

### Postumt
- Folk som sjöng, och andra essäer (1955) (Huvudsakligen essäer som varit bidrag i tidskrifter, urval av Ingvar Andersson från F.G.B:s litterära kvarlåtenskap)
- Konsten att läsa (Oslo, 1960) (Fyra tidigare essäer kring temat "läsning", samlade i en norsk bok i serien "Nordisk skrivekunst")
- Lycklig resa (1960) (Återutgivning av ett antal texter med självbiografisk karaktär.) Libris 8072939, ISSN 99-0105689-6
- Inför kvinnan ställd: efterlämnade dikter (1964) (i urval av Hjalmar Gullberg)
- Röde Orm (2 band – Bra Böcker, 1975, 1976) (utgåva kompletterad med företal av Sten Möllerström) Libris 490038
- Mest för nöjes skull (1984) (Återutgivning av ett antal omtyckta essäer.) Libris 471365, ISSN 99-0109262-0
- Breven till Tristan (1985) ISBN 91-1-851572-X (brev till Sigfrid Lindström)
- Äreräddning för Campeadoren (essäer, 1986) (Essäer som varit publicerade i tidskrifter, urval av Rolf Arvidsson från F.G.B:s litterära kvarlåtenskap) ISBN 91-1-871002-6
- Valfrändskaper (FGB:s 120 artiklar i Svensk Uppslagsbok) (1989) ISBN 91-7024-538-X
- Lyrisk Slutlikvid (1990) ISBN 91-7024-659-9
- Fyra texter om liv och läsning (1991) ISBN 91-971239-1-9
- Epistlar till vänner (1993) ISBN 91-7024-981-4

### I översättning
- Waffengänge : Hist. Essais; övers. till tyska av Elsa Carlberg; München (1942)
- Red Orm – första delen; övers. till engelska av Barrows Mussey (1943).
- Die rote Schlange : Abenteuer eines Seefahrers ums Jahr 1000, första delen, övers. till tyska av Elsa Carlberg; München (1943)
- Orm le rouge; övers. till franska av Thekla Hammar; Paris (1947).
- A Walk to an Ant Hill and Other Essays (1950) övers. av Michael Roberts and Elspeth Schubert, född Harley. Boken innehåller översättningar av följande 15 tidigare essäer: Promenad till en myrstack , En gammal ek, Tankar i gröngräset, Framför en bokhylla, Villon, Silversköldarna, Karl XII, Wellington, Stonewall Jackson, Robert Monro, Sergeant Bourgogne, De långhåriga merovingerna, Min debut hos fotografen, Hur jag blev skribent, Vintermänniskan.
- Röde Orm i engelsk översättning: The Long Ships (1954), där översättaren Michael Meyer av okänd anledning strukit åtminstone ett mycket roligt stycke rörande gudars åsikter om människors föda.
- The Long Ships är också titeln på en engelsk-jugoslavisk film från 1963. Filmens handling har dock, från ett par idéer ur Röde Orm, utvecklats till någonting helt annat.
- Röde Orm i tysk översättning: Die Abenteuer des Röde Orm (1978)
- Röde Orm är översatt till åtminstone 24 språk: afrikaans, danska, engelska, esperanto, estniska, finska, franska, färöiska, isländska, italienska, japanska, kroatiska, lettiska, litauiska, nederländska, norska, polska, rumänska, ryska, slovenska, tjeckiska, tyska, ungerska och vietnamesiska.

### Översättningar
- Skogsliv vid Walden (1924), orig.: Walden av Henry David Thoreau (1854). Volymen innehåller även en av översättaren skriven 40-sidig Inledning om Thoreau.
- Det förlorade paradiset (1926), orig.: Paradise Lost av John Milton (1667)
- Lyriskt urval i svensk tolkning Thomas Hardy m.fl. (1928)
- Rolandssången, i Världslitteraturen 9:1 Medeltidsdiktning I (1929)
- Juan i Amerika (1931), orig.: Juan in America av Eric Linklater (1931)
- Männen från Ness (1933), orig.: The Men of Ness av Eric Linklater (1932)
- Poeten på Pelikanen (1933), orig.: Poet's pub av Eric Linklater (1929)
- Magnus Merriman (1935), orig.: Magnus Merriman av Eric Linklater (1934)
- Juan i Kina (1937), orig.: Juan in China av Eric Linklater (1937)
- Jag var Egyptens drottning (1938), orig.: Winged Pharaoh av Joan Grant (1938)
- Jag var Carola (1939), orig.: Life as Carola av Joan Grant (1939)
- Kitty Foyle (1940), orig.: Kitty Foyle av Christopher Morley (1939)
- Efter många somrar (1940), orig.: After many a summer av Aldous Huxley (1939)
- Judas (1941), orig.: Judas av Eric Linklater (1939)
- Solgudens återkomst (1942), orig.: Eyes of Horus av Joan Grant (1942)

## Priser och utmärkelser
- 1928 – Letterstedtska priset för översättningar för tolkningen av John Miltons Det förlorade paradiset
- 1945 – De Nios Stora Pris